# Historia geológica del oxígeno

Aumento del en la atmósfera terrestre. Las líneas roja y verde representan los valores límites estimados, mientras que el tiempo se mide en la escala horizontal en miles de millones de años (Ga).
Etapa 1 (3.85–2.45 Ga): Prácticamente no hay en la atmósfera.
Etapa 2 (2.45–1.85 Ga): Se produce, pero se absorbe en los océanos y en las rocas de los lechos marinos.
Etapa 3 (1.85–0.85 Ga): El comienza a abandonar los océanos, pero se absorbe en las superficies terrestres y en la formación de la capa de ozono.
Etapas 4 y 5 (0.85 Ga–presente): Los sumideros de están completamente llenos, el gas comienza a acumularse.

Antes de que la fotosíntesis evolucionara, la atmósfera terrestre no poseía oxígeno libre (O
2). Los organismos procariotas fotosintéticos que producen O
2 como producto de desecho vivieron mucho antes de que el oxígeno libre comenzara a aumentar en la atmósfera, tal vez en épocas tan tempranas como hace 3,5 mil millones de años. El oxígeno que producían pudo haber sido rápidamente retirado de la atmósfera por la unión química a minerales reducidos, el más notable de los cuales pudo haber sido el hierro. Esta "oxidación en masa" condujo a la deposición de óxido de hierro en el lecho oceánico, produciendo formaciones de hierro bandeado. El oxígeno empezó a persistir en la atmósfera en pequeñas cantidades aproximadamente 50 millones de años antes del comienzo del Gran Evento de Oxidación. Esta oxigenación en masa de la atmósfera desembocó en un rápido aumento del oxígeno libre.
A las tasas actuales de producción primaria, la concentración actual de oxígeno podría haber sido alcanzada por los organismos fotosintéticos en aproximadamente 2 000 años. En ausencia de plantas, la tasa de producción de oxígeno por fotosíntesis fue menor en el precámbrico, y las concentraciones de O
2 fueron menores al 10% de la actual y probablemente fluctuaban en gran medida; el oxígeno puede incluso haber desaparecido de la atmósfera hace aproximadamente 1,9 mil millones de años. Estas fluctuaciones en la concentración de oxígeno tuvieron poco efecto directo sobre la vida,[cita requerida] siendo que las extinciones en masa no se observaron hasta la aparición de las formas de vida más complejas, hacia el comienzo del período cámbrico,538,8 millones de años. La presencia de O
2 brindó nuevas oportunidades a la vida. El metabolismo aeróbico es más eficiente produciendo energía que las vías anaeróbicas, y la presencia de oxígeno indudablemente crearon nuevas posibilidades para que la vida explorara. : 214, 586  Desde el comienzo del período Cámbrico, las concentraciones atmosféricas de oxígeno han fluctuado entre el 15% y el 35% del volumen total atmosférico. El máximo del 35% se alcanzó hacia el final del período Carbonífero (hace unos 300 millones de años), un pico que podría haber contribuido al gran tamaño de los insectos y anfibios de esos tiempos.
Aunque las actividades humanas, tales como la quema de combustibles fósiles, afectan los niveles relativos de dióxido de carbono, su efecto sobre las concentraciones de oxígeno, mucho mayores, es menos significativo.

## Efectos sobre las formas de vida
A menudo se cita a la concentración de oxígeno en la atmósfera como un posible contribuyente a los fenómenos evolutivos a gran escala, tales como el origen de la biota Edicárica multicelular, la explosión cámbrica, tendencias en el tamaño corporal de los animales, y otros eventos de extinción y diversificación.
El gran tamaño de los insectos y anfibios en el período Carbonífero, momento en el cual las concentraciones de oxígeno atmosférico alcanzaron el 35%, ha sido atribuidas al rol limitante que tiene la difusión del oxígeno a través de los tejidos de estos organismos para su metabolismo.[cita requerida] Sin embargo un trabajo de Haldane apunta a que esto sólo podría aplicarse a los insectos. Sin embargo, los principios biológicos involucrados en esta correlación no son firmes, y muchas líneas de evidencia muestran que las concentraciones de oxígeno no resultan limitantes en los insectos modernos. Además, no hay una correlación significativa entre el oxígeno atmosférico y el máximo tamaño corporal alcanzado por estos organismos en el registro geológico. En cambio, las presiones ecológicas brindan una mejor explicación, por ejemplo para la disminución de tamaño de las libélulas post período Carbonífero - por ejemplo, la aparición de otros competidores capaces de volar, tales como los pterosaurios, aves y murciélagos.
Las elevaciones en las concentraciones de oxígeno, han sido citadas como la fuerza impulsora de eventos de diversificación evolutiva, aunque los principios fisiológicos detrás de estos argumentos pueden ser cuestionables, y un patrón claro de correlación entre las concentraciones de oxígeno y las tasas evolutivas tampoco resulta claramente evidente. La relacione más celebrada entre las concentraciones de oxígeno y evolución ocurre hacia el final de la última de las glaciaciones globales, donde se encuentran las primeras formas multicelulares complejas en el registro fósil. Bajo condiciones de concentraciones bajas de oxígeno y antes de la evolución de proceso de fijación del nitrógeno, los compuestos de nitrógeno biodisponibles tenían un suministro muy limitado y las periódicas "crisis del nitrógeno" podrían haber vuelto al océano totalmente inhóspito para la vida. Las concentraciones significativas de oxígeno, fueron apenas uno de los prerrequisitos para la evolución de las formas complejas de vida. Los modelos basados en principios uniformistas (p.ej. la extrapolación de las dinámicas actuales de los océanos hacia muy atrás en el tiempo) sugieren que tales concentraciones únicamente se alcanzaron inmediatamente antes de la primera aparición de los metazoos en el registro fósil. Es más, las condiciones oceánicas anóxicas, conocidas también como condiciones "malas" desde el punto de vista químico, que semejan aquellas que se supone deberían inhibir a las formas de vida macroscópicas ocurrieron varias veces a intervalos irregulares a lo largo del Cámbrico temprano, y también en el Cretáceo tardío; sin ningún efecto aparente en las formas de vida presentes en esos tiempos. Esto podría sugerir que las firmas geoquímicas encontradas en los sedimentos oceánicos reflejan a la atmósfera en una forma diferente en períodos anteriores al Cámbrico - tal vez como resultado de un ciclo nutricional fundamentalmente diferente en la ausencia de planktívoros.